# Compsoneuria
Compsoneuria is een geslacht van haften (Ephemeroptera) uit de familie Heptageniidae.

## Soorten
Het geslacht Compsoneuria omvat de volgende soorten:
- Compsoneuria bequaerti
- Compsoneuria cabayuganensis
- Compsoneuria cingulata
- Compsoneuria diehli
- Compsoneuria flowersi
- Compsoneuria josettae
- Compsoneuria langensis
- Compsoneuria lieftincki
- Compsoneuria njalensis
- Compsoneuria perakensis
- Compsoneuria sinuosa
- Compsoneuria spectabilis
- Compsoneuria tagbanua
- Compsoneuria taipokauensis
- Compsoneuria thienemanni
- Compsoneuria tortinervis